# Roman Šimíček
Roman Šimíček (né le 4 novembre 1971 à Ostrava en Tchécoslovaquie aujourd'hui ville de République tchèque) est un joueur professionnel de hockey sur glace.

## Carrière

### Carrière en club
Roman Šimíček commence sa carrière en 1989 en jouant pour l'équipe du TJ Vítkovice qui évolue alors en plus haute division tchécoslovaque. Il va y jouer jusqu'en 1998 accompagnant le passage de l'équipe du championnat de Tchécoslovaquie à l'Extraliga, nouvelle division élite mise en place en 1993-1994 à la suite de la partition du pays au 1er janvier 1993. L'équipe connaît une de ses meilleures saisons en 1996-1997 avec une défaite en finale des play-offs.
En 1998, il quitte son pays pour signer avec le club de HPK Hämeenlinna en Finlande. Après une quatrième place de la saison régulière, l'équipe finit à la troisième place des play-offs de la SM-liiga. L'équipe finit second la saison suivante mais perd encore une fois en demi-finale des play-offs. La médaille de bronze est une nouvelle fois au rendez-vous pour l'équipe.
À la suite de cette nouvelle troisième place, il est choisi par les Penguins de Pittsburgh lors du repêchage d'entrée dans la Ligue nationale de hockey de 2000 lors de la neuvième ronde (273e joueur choisi). Malgré ce choix éloigné, il va signer un contrat avec les Penguins jouant les 29 premiers matchs de la saison avec la franchise de la LNH. Il va quitter l'équipe en retour de Steve McKenna le 13 janvier 2001 et rejoint alors le Wild du Minnesota. Ne parvenant pas à se faire une place dans l'équipe, il joue la majorité de la saison suivante dans la Ligue américaine de hockey avec les Aeros de Houston avant de se décider à quitter l'Amérique du Nord et à retourner jouer en Europe
Il signe alors pour le HIFK de la SM-liiga en avril 2002 mais l'équipe finit à une décevante septième place et il quitte la formation avant la fin de la saison jouant onze matchs de la saison régulière dans son pays pour le HC Sparta Praha. L'équipe est éliminée demi-finale par l'autre équipe professionnelle de la capitale : le HC Slavia Praha. La saison suivante, il joue toujours avec le Sparta et une nouvelle fois l'équipe perd en demi-finale, toujours contre le Slavia pourtant moins bien classée à l'issue de la saison régulière.
À l'issue de la saison, il décide de signer pour son premier club professionnel et revient six saisons plus tard dans la formation du HC Vítkovice. L'équipe finit à la septième place de la saison régulière et au premier tour des play-offs rencontre le Slavia. Šimíček va prendre sa revanche aidant son équipe à battre le bourreau du Sparta les deux saisons passées. L'équipe chute tout de même au tour suivant contre le HC Zlín.

### Carrière internationale
Il représente la République tchèque lors du championnat du monde 1997 et remporte alors la médaille de bronze. Deux ans plus tard, pour l'édition 1999, il est une nouvelle fois sélectionné et va permettre à son équipe de remporter la médaille d'or. Lors de la série finale contre la Finlande, les deux équipes jouent les prolongations pour savoir qui va remporter le titre suprême. Avec moins de cinq minutes restant dans la prolongation, Šimíček va lancer son coéquipier Jan Hlaváč qui trompe pour la seconde fois de la soirée Miikka Kiprusoff pour la victoire et la médaille d'or.
Au total, il aura joué 53 matchs sous le maillot national avec 7 buts.

## Statistiques

### Statistiques en club
| Saison    | Équipe                 | Ligue            |    | Saison régulière | Saison régulière | Saison régulière | Saison régulière | Saison régulière |   | Séries éliminatoires | Séries éliminatoires | Séries éliminatoires | Séries éliminatoires | Séries éliminatoires |
| Saison    | Équipe                 | Ligue            | PJ | B                | A                | Pts              | Pun              | PJ               | B | A                    | Pts                  | Pun                  |                      |                      |
| 1989-1990 | TJ Vítkovice           | 1. liga tch.     | 5  | 3                | 4                | 7                | 2                |                  |   |                      |                      |                      |                      |                      |
| 1990-1991 | TJ Vítkovice           | 1. liga tch.     | 35 | 2                | 4                | 6                |                  |                  |   |                      |                      |                      |                      |                      |
| 1991-1992 | TJ Vítkovice           | 1. liga tch.     | 33 | 6                | 9                | 15               |                  | 12               | 2 | 7                    | 9                    |                      |                      |                      |
| 1992-1993 | TJ Vítkovice           | 1. liga tch.     | 38 | 8                | 15               | 23               | 52               | 14               | 5 | 4                    | 9                    |                      |                      |                      |
| 1993-1994 | HC Vítkovice           | Extraliga tch.   | 40 | 18               | 16               | 34               |                  | 5                | 0 | 2                    | 2                    |                      |                      |                      |
| 1994-1995 | HC Vítkovice           | Extraliga tch.   | 47 | 12               | 17               | 29               | 108              |                  |   |                      |                      |                      |                      |                      |
| 1995-1996 | HC Vítkovice           | Extraliga tch.   | 39 | 9                | 11               | 20               | 38               | 4                | 2 | 0                    | 2                    | 8                    |                      |                      |
| 1996-1997 | HC Vítkovice           | Extraliga tch.   | 49 | 18               | 19               | 37               | 38               | 9                | 4 | 4                    | 8                    | 22                   |                      |                      |
| 1997-1998 | HC Vítkovice           | LEH              | 4  | 1                | 2                | 3                | 4                |                  |   |                      |                      |                      |                      |                      |
| 1997-1998 | HC Vítkovice           | Extraliga tch.   | 40 | 16               | 27               | 43               | 71               | 9                | 2 | 4                    | 6                    | 6                    |                      |                      |
| 1998-1999 | HPK Hämeenlinna        | SM-Liiga         | 49 | 24               | 27               | 51               | 75               | 8                | 2 | 5                    | 7                    | 18                   |                      |                      |
| 1999-2000 | HPK Hämeenlinna        | SM-Liiga         | 23 | 10               | 17               | 27               | 50               | 8                | 2 | 4                    | 6                    | 10                   |                      |                      |
| 2000-2001 | Penguins de Pittsburgh | LNH              | 29 | 3                | 6                | 9                | 30               |                  |   |                      |                      |                      |                      |                      |
| 2000-2001 | Wild du Minnesota      | LNH              | 28 | 2                | 4                | 6                | 21               |                  |   |                      |                      |                      |                      |                      |
| 2001-2002 | Aeros de Houston       | LAH              | 49 | 12               | 14               | 26               | 61               | 4                | 1 | 0                    | 1                    | 2                    |                      |                      |
| 2001-2002 | Wild du Minnesota      | LNH              | 6  | 2                | 0                | 2                | 8                |                  |   |                      |                      |                      |                      |                      |
| 2002-2003 | HIFK                   | SM-Liiga         | 30 | 4                | 11               | 15               | 49               |                  |   |                      |                      |                      |                      |                      |
| 2002-2003 | HC Sparta Praha        | Extraliga tch.   | 11 | 3                | 5                | 8                | 14               | 10               | 2 | 8                    | 10                   | 10                   |                      |                      |
| 2003-2004 | HC Sparta Praha        | Extraliga tch.   | 36 | 6                | 13               | 19               | 85               | 13               | 2 | 4                    | 6                    | 12                   |                      |                      |
| 2004-2005 | HC Vítkovice           | Extraliga tch.   | 45 | 8                | 18               | 26               | 101              | 10               | 2 | 1                    | 3                    | 41                   |                      |                      |
| 2005-2006 | HC Vítkovice           | Extraliga tch.   | 39 | 10               | 15               | 25               | 52               | 6                | 0 | 3                    | 3                    | 6                    |                      |                      |
| 2006-2007 | HC Vítkovice           | Extraliga tch.   | 30 | 2                | 7                | 9                | 32               |                  |   |                      |                      |                      |                      |                      |
| 2007-2008 | HC Vítkovice           | Extraliga tch.   | 42 | 7                | 8                | 15               | 68               |                  |   |                      |                      |                      |                      |                      |
| 2008-2009 | HC Vítkovice           | Extraliga tch.   | 44 | 9                | 12               | 21               | 44               | 5                | 0 | 1                    | 1                    | 2                    |                      |                      |
| 2009-2010 | HC Dukla Trenčín       | Extraliga slo.   | 37 | 9                | 19               | 28               | 54               | -                | - | -                    | -                    | -                    |                      |                      |
| 2010-2011 | GKS Tychy              | Extraliga Polska | 32 | 18               | 20               | 38               | 58               | 13               | 5 | 7                    | 12                   | 37                   |                      |                      |
| 2011-2012 | GKS Tychy              | Extraliga Polska | 20 | 6                | 7                | 13               | 24               | 3                | 2 | 4                    | 6                    | 2                    |                      |                      |
| 2012-2013 | GKS Tychy              | Extraliga Polska | 37 | 10               | 28               | 38               | 56               | 8                | 2 | 3                    | 5                    | 18                   |                      |                      |

### Statistiques en équipe nationale
| Année | Équipe   | Compétition          |   | PJ | B | A | Pts | Pun                |  | Résultat |
| 1997  | Tchéquie | Championnat du monde | 9 | 1  | 0 | 1 | 6   | Médaille de bronze |  |          |
| 1999  | Tchéquie | Championnat du monde | 9 | 1  | 4 | 5 | 26  | Médaille d'or      |  |          |